# NGC 5156
NGC 5156 ist eine Balkenspiralgalaxie vom Hubble-Typ SBb im Sternbild Zentaur, die etwa 126 Millionen Lichtjahre von der Milchstraße entfernt ist.
Sie wurde am 31. März 1835 von John Herschel mit einem 18-Zoll-Spiegelteleskop entdeckt, der bei zwei Beobachtungen „pretty bright, slightly elongated, gradually a little brighter in the middle; has an 8th mag star 5′ distant, pos. S.p.“ und „pretty faint, irregularly round, or triangular; gradually brighter in the middle; resolvable; 40 arcseconds“ notierte.

## NGC 5156-Gruppe (LGG 342)
| Galaxie   | Alternativname | Entfernung/Mio. Lj |
| --------- | -------------- | ------------------ |
| NGC 5044  | PGC 47283      | 126                |
| NGC 5064  | PGC 46409      | 126                |
| PGC 47003 | ESO 220-8      | 127                |
| PGC 45684 | ESO 269-57     | 131                |
| PGC 46029 | ESO 269-74     | 130                |
| PGC 46030 | ESO 269-74A    | 131                |
| PGC 46414 | ESO 269-80     | 135                |
| PGC 46502 | ESO 269-85     | 121                |
| PGC 46583 | ESO 269-90     | 133                |